# ليغا برو 2003–04
ليغا برو 2003–04 (بالبرتغالية: Liga de Honra de 2003–04‏) هو موسم من ليغا برو. فاز فيه إشتوريل برايا.